# Muntura Nikon Z
La muntura d'objectiu Nikon Z (estilitzat com {\displaystyle \mathbb {Z} }) va ser desenvolupada per Nikon per a les seves càmeres d'objectiu intercanviable sense mirall.
Aquesta, va ser presentada l'agost de 2018, junt amb dues càmeres Full Frame que utilitzen aquesta muntura, la Nikon Z 7 i la Nikon Z6. A finals de 2019, es va anunciar la primera càmera de muntura Z amb sensor APS-C, la Nikon Z 50.
La muntura Z té un diàmetre de 55mm i una distància focal de brida de 16mm.

## Esquema de noms de les càmeres amb muntura Z[1]
| Sensor     | Model  | Any  |
| ---------- | ------ | ---- |
| Full Frame | Zf     | 2023 |
| Full Frame | Z5     | 2020 |
| Full Frame | Z5 II  | 2025 |
| Full Frame | Z6     | 2018 |
| Full Frame | Z6 II  | 2020 |
| Full Frame | Z6 III | 2024 |
| Full Frame | Z7     | 2018 |
| Full Frame | Z7 II  | 2020 |
| Full Frame | Z8     | 2023 |
| Full Frame | Z9     | 2021 |
| APS-C      | Z30    | 2022 |
| APS-C      | Z50 II | 2024 |
| APS-C      | Z50    | 2019 |
| APS-C      | Z fc   | 2021 |

## Sigles
Igual que tots els altres fabricants d'objectius, Nikon també usa un conjunt de sigles per a designar aspectes bàsics de cada objectiu, per a indicar des de quina mena de cos és l'ideal per a muntar-ho fins a característiques de fabricació:
- VR (Vibration Reduction): Sistema d'estabilitzador d'imatge incorporat a l'objectiu
- S (Superior): Objectiu de característiques superiors al convencional
- SE (Special Edition): Edicions especials
- TC (Teleconversor): Inclou un teleconversor commutable
- MC: Objectius macro
- Noct: Objectiu dissenyat per fotografia nocturna

## Objectius
Actualment, Nikon consta de dues sèries d'objectius, els "DX", per càmeres amb sensor APS-C i els "FX" per càmeres amb sensor Full Frame.
Les càmeres de Nikon "DX" compten amb un factor de multiplicació d'aproximadament 1,5.

### Nikon DX
| Distància focal | Obertura  | Any  | Distància mínima d'enfoc | IS | Serie S | Diametre de filtre |
| --------------- | --------- | ---- | ------------------------ | -- | ------- | ------------------ |
| 12-28mm PZ      | 3.5 - 5.6 | 2023 | 0.19m                    | Sí | No      | 67mm               |
| 16-50mm         | 3.5 - 6.3 | 2019 | 0.20m                    | Sí | No      | 46mm               |
| 16-50mm SL      | 3.5 - 6.3 | 2021 | 0.20m                    | Sí | No      | 46mm               |
| 18-140mm        | 3.5 - 6.3 | 2021 | 0.20m                    | Sí | No      | 62mm               |
| 24mm            | 1.7       | 2023 | 0.18m                    | No | No      | 46mm               |
| 50-250mm        | 4.5 - 6.3 | 2019 | 0.50m                    | Sí | No      | 62mm               |

### Nikon FX Fixos

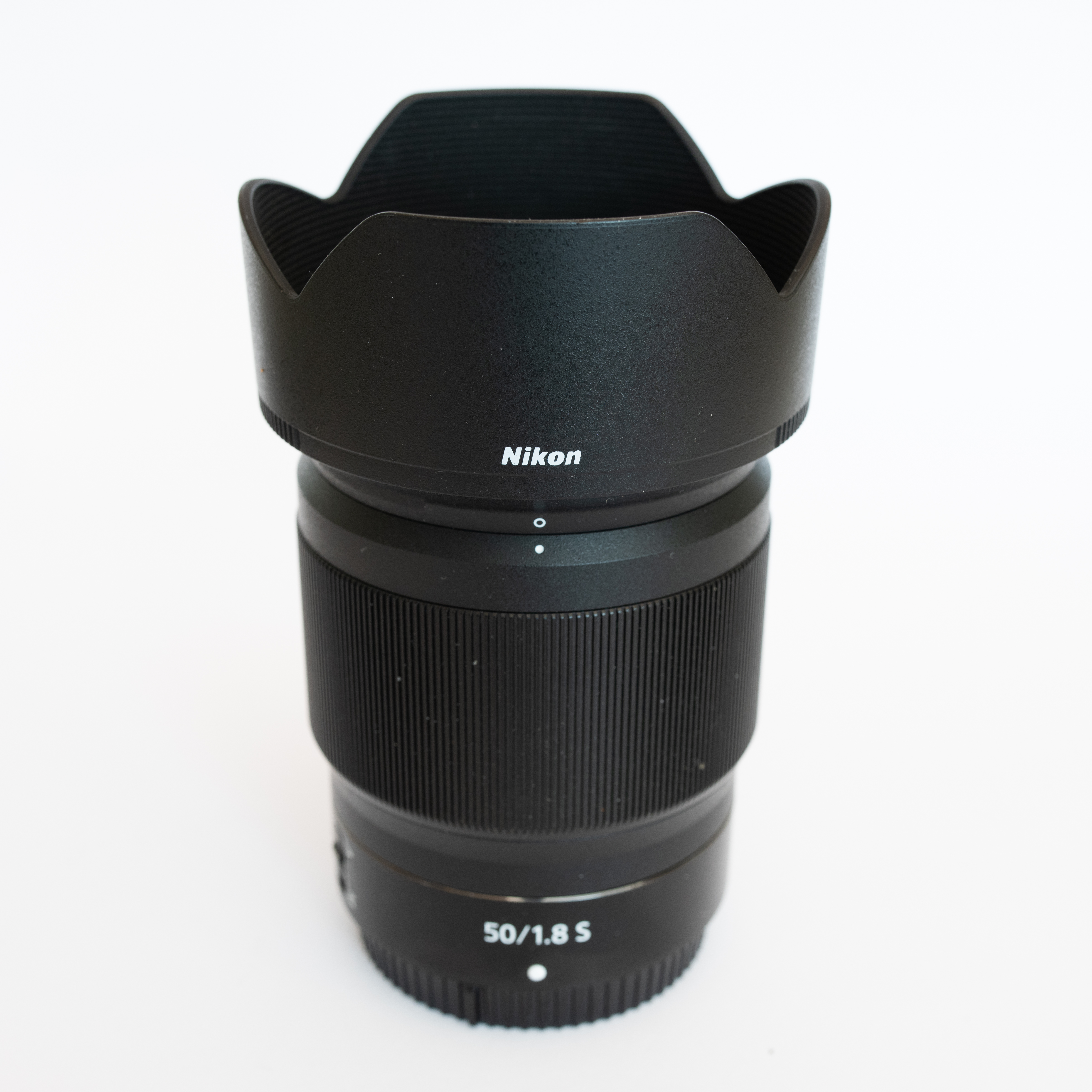
Nikorr Z 50mm f/1.8 S

| Distància focal | Obertura | Any  | Distància mínima d'enfoc | IS | Serie S | Diametre de filtre |
| --------------- | -------- | ---- | ------------------------ | -- | ------- | ------------------ |
| 20mm            | 1.8      | 2020 | 0.20m                    | No | Sí      | 77mm               |
| 24mm            | 1.8      | 2019 | 0.25m                    | No | Sí      | 72mm               |
| 26mm            | 2.8      | 2023 | 0.20m                    | No | No      | 52mm               |
| 28mm            | 2.8      | 2021 | 0.19m                    | No | No      | 52mm               |
| 28mm SE         | 2.8      | 2021 | 0.19m                    | No | No      | 52mm               |
| 35mm            | 1.8      | 2018 | 0.25m                    | No | Sí      | 62mm               |
| 35mm            | 1.4      | 2024 | 0,27m                    | No | No      | 62mm               |
| 35mm            | 1.2      | 2025 | 0,30m                    | No | Sí      | 82mm               |
| 40mm            | 2.0      | 2021 | 0.29m                    | No | No      | 52mm               |
| 40mm SE         | 2.0      | 2022 | 0.29m                    | No | No      | 52mm               |
| 50mm            | 2.8      | 2021 | 0.16m                    | No | No      | 46mm               |
| 50mm            | 1.8      | 2018 | 0.40m                    | No | Sí      | 62mm               |
| 50mm            | 1.4      | 2024 | 0.37m                    | No | No      | 62mm               |
| 50mm            | 1.2      | 2020 | 0.45m                    | No | Sí      | 82mm               |
| 58mm            | 0.95     | 2019 | 0.50m                    | No | Sí      | 82mm               |
| 85mm            | 1.8      | 2019 | 0.80m                    | No | Sí      | 67mm               |
| 85mm            | 1.2      | 2023 | 0.85m                    | No | Sí      | 82mm               |
| 105mm           | 2.8      | 2021 | 0.29m                    | Sí | Sí      | 62mm               |
| 135mm           | 1.8      | 2023 | 0.82m                    | No | Sí      | 82mm               |
| 400mm           | 4.5      | 2022 | 2.50m                    | Sí | Sí      | 95mm               |
| 400mm           | 2.8      | 2022 | 2.50m                    | Sí | Sí      | 46mm               |
| 600mm           | 6.3      | 2023 | 4.00m                    | Sí | Sí      | 95mm               |
| 600mm           | 4.0      | 2022 | 4.30m                    | Sí | Sí      | 46mm               |
| 800mm           | 6.3      | 2022 | 5.00m                    | Sí | Sí      | 46mm               |

### Nikon FX Zoom

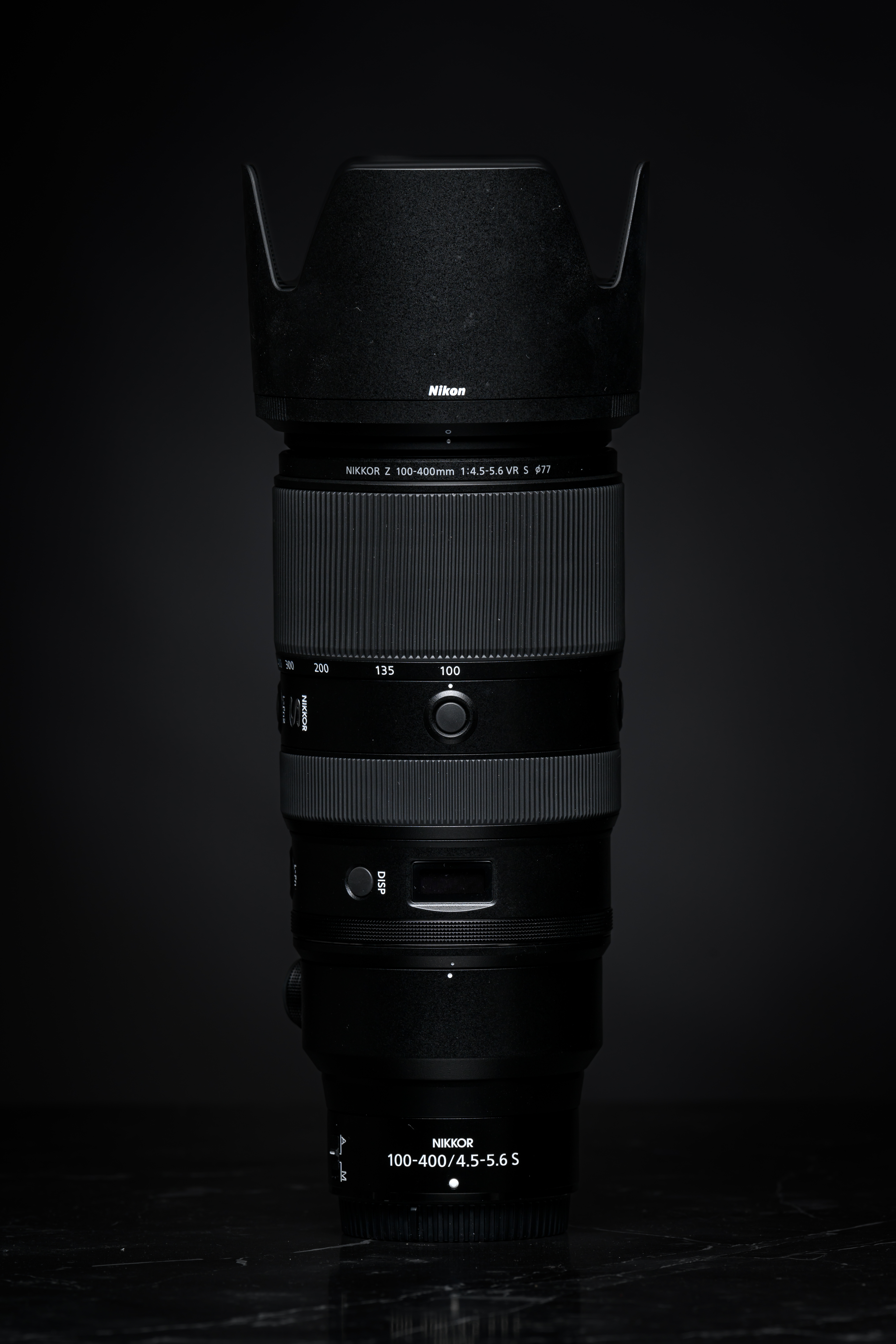
Nikorr Z 100-400mm f/4.5-5.6 VR S

| Distància focal | Obertura  | Any  | Distància mínima d'enfoc | IS | Serie S | Diametre de filtre |
| --------------- | --------- | ---- | ------------------------ | -- | ------- | ------------------ |
| 14-24mm         | 2.8       | 2020 | 0.28m                    | No | Sí      | 112mm              |
| 14-30mm         | 4.0       | 2019 | 0.28m                    | No | Sí      | 82mm               |
| 17-28mm         | 2.8       | 2022 | 0.19m                    | No | No      | 67mm               |
| 24-50mm         | 4.0 - 6.3 | 2020 | 0.35m                    | No | No      | 52mm               |
| 24-70mm         | 4.0       | 2018 | 0.30m                    | No | Sí      | 72mm               |
| 24-70mm         | 2.8       | 2019 | 0.38m                    | No | Sí      | 82mm               |
| 24-120mm        | 4.0       | 2021 | 0.35m                    | No | Sí      | 77mm               |
| 24-200mm        | 4.0 - 6.3 | 2020 | 0.50m                    | Sí | No      | 67mm               |
| 28-75mm         | 2.8       | 2021 | 0.19m                    | No | No      | 67mm               |
| 28-135mm        | 4.0       | 2025 | 0.34m                    | No | No      | 95mm               |
| 28-400mm        | 4.0       | 2024 | 0,20m                    | Sí | No      | 77mm               |
| 70-180mm        | 2.8       | 2023 | 0.27m                    | No | No      | 67mm               |
| 70-200mm        | 2.8       | 2020 | 0.50m                    | Sí | Sí      | 77mm               |
| 100-400mm       | 4.5 - 5.6 | 2021 | 0.75m                    | Sí | Sí      | 77mm               |
| 180-600mm       | 5.6-6.3   | 2023 | 1.30m                    | Sí | No      | 95mm               |

### Extensors
El 2020, Nikon va presentar dos extensors de distància focal, el 1.4x i el 2x. Aquests, multipliquen la focal de l'objectiu per 1,4 o 2, perdent un pas de llum o dos passos, respectivament.
Aquests, són compatibles amb les següents òptiques de Nikon: Z 70-200mm f/2.8 VR S, Z 100-400mm f/4.5-5.6 VR S, Z 400mm f/4.5 VR S, Z 400mm F2.8 TC VR S, Z 600mm F4 TC VR S i Z 800mm F6.3 VR S.

## Adaptadors
- Nikon FTZ: Permet utilitzar objectius de Nikon amb muntura F, a càmeres amb muntura Z.[53] L'enfocament automàtic només és compatible amb els objectius AF-I, AF-S i AF-P. L'adaptador afegeix 30,5 mm a la longitud de l'objectiu, que és la diferència de distància de brida entre la montura F (46,5 mm) i la montura Z (16 mm).[54]
- Nikon FTZ II: Consta de les mateixes especificacions que el primer adaptador, però aquest és més lleuger i no incorpora el suport pel trípode, per així facilitar la fotografia vertical amb la Nikon Z9.[55]

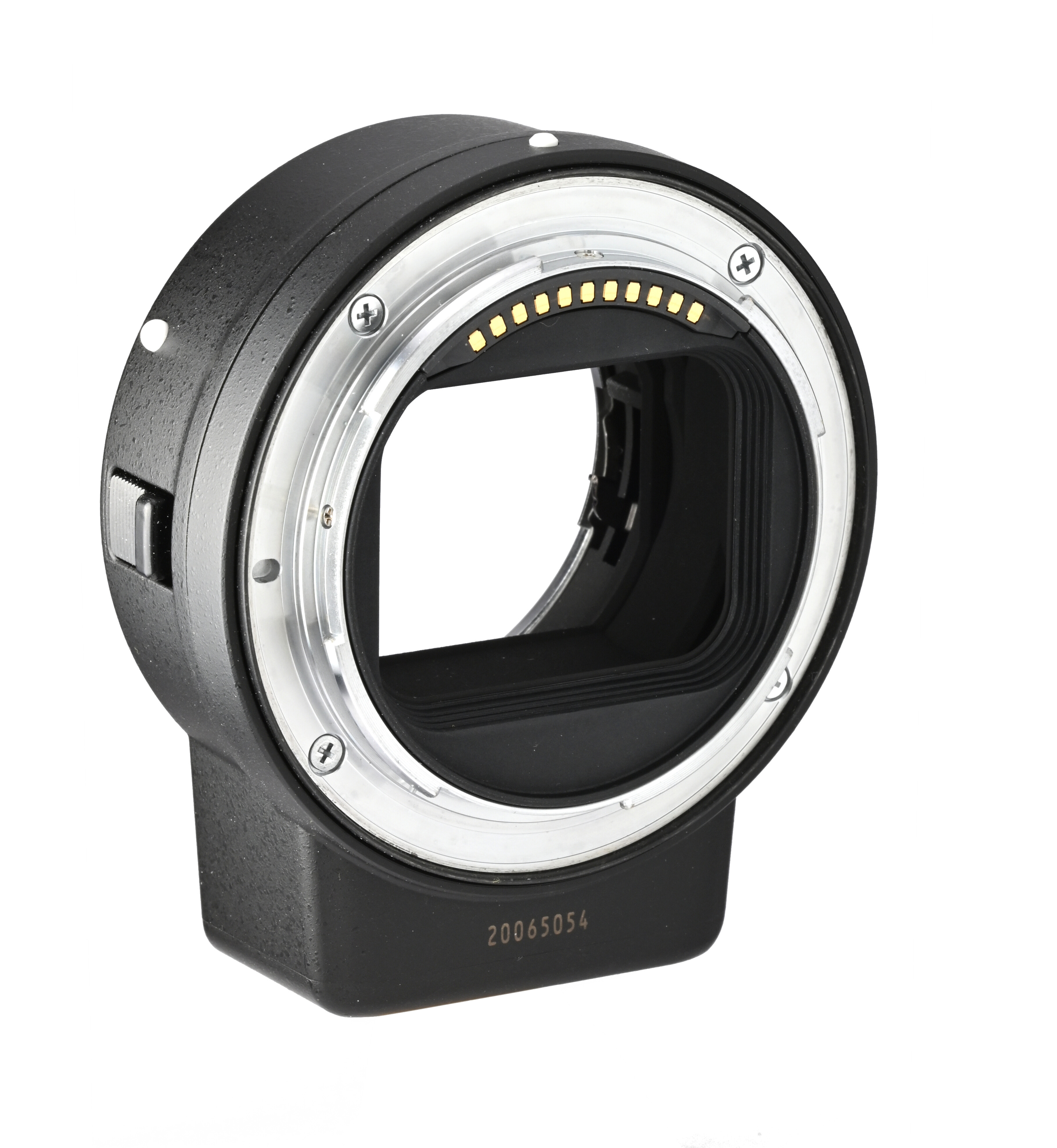
Adaptador Nikon FTZ

## Terceres marques
Actualment, les següents marques fabriquen objectius amb muntura Z de Nikon:
- 7Artisans[56]
- NiSi[57]
- Meike[58]
- Samyang[59]
- Tamron[60]
- TTartisans[61]
- Venus Laowa[57]
- Viltrox[62]
- Voigtländer[63]
- Yongnuo[64]